# Mosaïque d'Akáki
Pour les articles homonymes, voir Akaki.
 (octobre 2019).
La mosaïque d’Akáki, datée du IVe siècle, est une mosaïque découverte en 1938 et dégagée à partir de 2016 sur le site archéologique d’Akáki, non loin de Nicosie, sur l'île de Chypre, et couvrant une surface d'environ 104 m2. 
Découverte dans un état de conservation remarquable, c'est l'une des sept mosaïques représentant une course de chars connues à ce jour dans l'ancienne emprise territoriale de l'Empire romain et la seule découverte dans l'île.

## Découverte et historique
Les fouilles débutent au lieu-dit Piadhia en 2013.
La mosaïque fait l'objet d'un dégagement à partir du 9 août 2016. La mosaïque ornait le sol d'une pièce d'une villa d'un riche marchand ou homme politique local.
Les travaux agricoles ont détruit de nombreux pavements de la villa.

## Description du site et de la mosaïque

### Description de la villa
Un bassin de 14 × 10 m est entouré de portiques. Le portique nord conserve des éléments d'alimentation du bassin. La zone méridionale comportait des pièces résidentielles dont le triclinium.

### Description des mosaïques
Le triclinium comporte une mosaïque d'« Orphée en train de charmer les animaux » et une scène nilotique. Les portiques est, ouest et nord comportaient des mosaïques en opus sectile. 
La mosaïque du portique sud de 26 × 4 m a été conservée et possède sept panneaux, dont le plus grand de 11 × 3,5 m. L'œuvre représente une course de chars dans un hippodrome et des décors géométriques ainsi que des médaillons figurant les muses sur les côtés. Les auriges portent les couleurs traditionnelles de ce sport à l'époque romaine et des détails du lieu de spectacle sont visibles : spina (épine centrale) comportant deux bassins), metae (bornes des  virages), gradins, dauphins destinés au décompte des tours. Certains personnels destinés à l'organisation du spectacle sont aussi représentés sur la mosaïque, les hortatores et les sparsores. Des inscriptions en grec nomment les auriges et un cheval. Quatre quadriges sont présents et chacun porte le nom en grec de l'aurige et d'un des chevaux permettant de suivre la course. Des panneaux plus petits comportent des éléments géométriques, une représentation des neuf Muses et une autre des sept philosophes.

## Interprétation
L'artiste rend tangible la compétition entre les équipages dont on perçoit la « rivalité ». Elle représente un accident et la scène de remise de la palme au vainqueur.
Cette mosaïque est un témoignage unique de représentation d'une course d'hippodrome dans l'empire romain d'orient qui possédait des hippodromes, mais aucune autre cité n'a livré de mosaïque de course. La figuration dans une « zone reculée à l'intérieur de Chypre » et sa qualité est exceptionnelle.